# Антим Алексиадис
Антим (на гръцки: Άνθιμος, Антимос) е православен духовник, митрополит на Вселенската патриаршия.

## Биография
По рождение е грък. Роден е със светското име Алексиадис (Αλεξιάδης) в цариградския квартал Вафиохори около 1812 година. Служи като архидякон в Ефеската митрополия.
През октомври 1855 година Антим е ръкоположен за митрополит във Велес. На 12 юли 1862 година заминава от Цариград за Велес. На 25 март 1863 година е избран за клирически член на Големия патриаршески съвет и на 24 април заминава за столицата като член на Светия синод. В 1863 година е сред синодалните архиереи на Патриаршията в посланието на патриарх Йоаким II Константинополски до християните от Трикерската екзархия по повод закриването ѝ. На 4 декември 1865 година заминава обратно за епархията си.
В края на 60-те години във Велешката община се създава пълна нетърпимост към владиката Антим. На Никулден 1868 година шестчленна делегация на общината, начело с Димитър Карамфилович, кани Антим да не споменава в службата името на вселенския патриарх, но той отказва и затова службата е отслужена от българските градски свещеници, като с това се поставя началото на разкола във Велес. През юни 1869 година Антим е принуден да подаде оставка след подадени от общината тъжби пред властите в Битоля.
На 27 ноември 1872 година е избран за патриаршески митрополит на Софийската епархия. Но поради българската схизма така и не отива в епархията си.
На 22 декември 1873 година е избран за дабробосненски митрополит, последен гръци митрополит на Босна. След окупацията на Босна от Австро-Унгария, в 1880 година съгласно конвенцията между Австро-Унгария и Вселенската патриаршия, Антим отстъпва мястото си на сърбина Сава Косанович.
Умира във Виена на 1 септември 1884 година.